# Tomas Nordin
Tomas Nordin (* 9. Oktober 1969 in Härnösand) ist ein schwedischer Curler.
Nordin gewann die Curling-Europameisterschaft der Jahre 1998 und 2001. Die Silbermedaille gewann er in den Jahren 2002 bis 2005 und im Jahr 2000 gewann er die Bronzemedaille.
Die Curling-Weltmeisterschaft konnte Nordin bereits dreimal gewinnen. Als Sieger verließ er 1997, 2001 und 2004 die Eisfläche. Die Silbermedaille gewann er 1998 und 2002.
Als Third nahm Nordin an den Olympischen Winterspielen 2002 in Salt Lake City und den Olympischen Winterspielen 2006 in Turin teil. Die Mannschaft belegte 2002 den vierten Platz und 2006 den achten Platz.